# Orin (Wyoming)
Orin – jednostka osadnicza w Stanach Zjednoczonych, w stanie Wyoming, w hrabstwie Converse.